# Église Saint-Christophe (Mayence)
Pour les articles homonymes, voir Église Saint-Christophe.
L'église Saint-Christophe (en allemand: St. Christoph), est un ancien édifice religieux catholique, aujourd'hui en ruines, se trouvant dans le centre historique de Mayence à la Karmeliterplatz. De style gothique, l’église fut celle du baptême de Gutenberg. Elle sert aujourd'hui de mémorial des bombardements du 27 février 1945, et de point de repère architectural.

## Éléments d'histoire

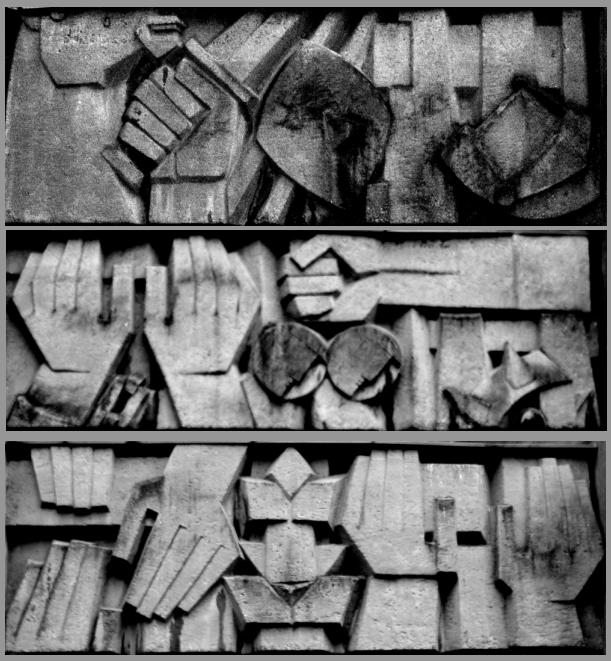
Bas-relief de Heinz Hemrich à l'Église Saint-Christophe.

Le 5 mai 1543, Pierre Canisius y décide d'entrer dans la Compagnie de Jésus après une rencontre avec le père Pierre Favre, un des premiers compagnons d'Ignace de Loyola.
À côté de l’église Saint-Christophe, les cours de l’École centrale devaient avoir lieu dans le ci-devant séminaire archiépiscopal.
L'état actuel de l'église Saint-Christophe est la conséquence des raids aériens de la Seconde Guerre mondiale, durant une opération d'agressions plus sévères, avec le largage de bombes par les bombardiers britanniques le 12 août 1942. Le relief moderne qui se trouve entre les piliers de béton est une œuvre du sculpteur Heinz Hemrich.

### Après la guerre
La structure de l'ancienne église gothique était en grande partie restée intacte, et la reconstruction était une option réaliste. Il fut pourtant décidé de conserver la nef et le clocher de l'église. La perte d'un tel monument de style gothique fut beaucoup regrettée, mais après la guerre la priorité allait avant tout à la reconstruction.
Le clocher et des restes de murs furent conservés comme mémorial contre la guerre, mais furent laissés sans entretien durant plusieurs décennies, ce qui provoqua leur dégradation. En 1960, le sculpteur Heinz Hemrich crée un contrefort moderne en béton avec des sculptures. Une nouvelle conception d'éclairage a toutefois été installé dans le mémorial en 2005.